# Theresa Nyarko-Fofie
Theresa Nyarko-Fofie é uma política do Gana e membro do 2º parlamento da 4ª república do Gana, representando o grupo constituinte de Nkoranza, membro do Congresso Nacional Democrático.

## Infância e educação
Nyarko-Fofie nasceu em 12 de setembro de 1950 na região de Brong Ahafo, no Gana, numa família cristã. Ela obteve o seu diploma em Educação pela Universidade de Gana. Ela trabalhou mais tarde como educadora, antes de entrar para a política.

## Carreira política
Nyarko-Fofie foi eleita parlamentar em 7 de janeiro de 1997, após ser declarada vencedora nas Eleições Gerais de 1996 no Gana. Ela derrotou Yaw Kudom do Novo Partido Patriótico. Theresa obteve 49,70% do total de votos expressos enquanto Yaw Kudom obteve 18,00%. Depois de cumprir 4 anos no cargo, ela decidiu não se candidatar ao segundo mandato e essa oportunidade deu lugar a Hayford Francis Amoako, que venceu as Eleições Gerais do Gana em 2000 e foi eleito em 7 de janeiro de 2001.